# Athlete Refugee Team
Das Athlete Refugee Team (ART) ist eine Delegation, unter der Flüchtlingsathleten bei World Athletics gemeinsam antreten können. Das offizielle IAAF-Logo wurde bis 2019 als Flagge des Teams verwendet. World Athletics gründete das Team 2014 in Zusammenarbeit mit der kenianischen Langstreckenläuferin Tegla Loroupe als kurzfristige Reaktion auf die wachsende Flüchtlingskrise, die Millionen von Menschen vertrieben oder staatenlos gemacht hat. Seitdem hat sich das Team jedoch zu einer Art Dauereinrichtung bei Welt-Leichtathletik-Veranstaltungen entwickelt, da sich die Flüchtlingskrise immer weiter verschärft. Viele der Athleten stammen aus einer Vielzahl von Nationen wie: Sudan, Südsudan, Demokratische Republik Kongo, Syrien und Äthiopien.